# Castanheira (Guarda)
Castanheira is een plaats (freguesia) in de Portugese gemeente Guarda en telt 425 inwoners (2001).